# Cala de la Palmera
La cala de la Palmera es una cala del Cabo de la Huerta, en Alicante (España). Está situada en una zona residencial tranquila. Combina roca y arena, y es muy visitada por buceadores pese a su tamaño reducido, debido a sus fondos rocosos.